# Eventus
Az Eventus a Fornax cégcsoport által fejlesztett szoftverrendszer, amely ernyő-alkalmazásként tud működni. Az Eventus öt különböző modulból áll: Eventus Workflow and Workforce Management, Eventus Process Management, Eventus Diagnostic, Eventus Inventory és Eventus Rostering.

## Az Eventus története
A Matáv 1999-ben nemzetközi tendert írt ki munkafolyamat-kezelő informatikai rendszerének teljes korszerűsítésére és a hazai telefonhálózat hatékonyságának növelésére. A megbízást egy amerikai vállalat nyerte meg. Az ezredforduló közeledtével azonban kiderült, hogy a tender nyertese nem volt képes leküzdeni azokat a problémákat, amelyek a magyarországi korszerűtlen rendszer és a modern megoldások közötti inkompatibilitás következtében keletkeztek. A vezetőség ezért a Fornax-ot, a tender nyertesénél lényegesen kisebb hazai vállalatot bízta meg a feladattal.
A Fornax vállalta, hogy hat hét alatt működőképessé fejleszt egy pilot rendszert és ezzel bizonyítja szakmai rátermettségét a projekt megvalósítására. A fejlesztőcsapat ekkor úgy döntött, hogy csiszolgatások helyett gyakorlatilag az alapoktól kiindulva fejleszt egy saját megoldást. A hat hét alatt felállított tesztüzem sikerrel vizsgázott, így a Fornax elkezdhette a rendszer hosszútávra szóló stabilizálását.
A következő időszakban a Fornax az Eventus-nak, vagyis saját fejlesztésű munkafolyamat- és munkaerő-kezelő szoftverrendszerének, az alapjait gyakorlatilag 7 fejlesztő napi 10-12 óra munkával rakta le. Végül a teljes rendszer felállítása kevesebb, mint 12 hónapot vett igénybe és alkalmas volt a Matáv legtöbb egyedi követelményének megvalósítására.

## Díjak, elismerések
Az Eventus rendszer elnyerte a Global Excellence in Workflow Awards ezüst díját. A munkafolyamat-irányítási iparág világszerte legnevesebb szervezetei, a Workflow Management Coalition (WfMC), a Giga Information Group és a Workflow and Reengineering International Association (WARIA) által meghirdetett szakmai díjat 2003. április 8-án vehették át a Fornax képviselői New Yorkban. Ekkorra már a cég munkafolyamat-irányító rendszere vezérelte a Matáv valamennyi cégen belüli és az alvállalkozókat is érintő műszaki folyamatát, így közel ötezer alkalmazott napi munkáját támogatta.
A nemzetközi díjat egy magyar elismerés követte, 2008-ban IT Business Leadership Awarddal jutalmazzák az Eventus-t.
2012-ben a vállalat az Eventus mobil eszközökre kiterjesztett, a mobil munkaerő-irányítást támogató megoldásával került Európa legjobbjai közé, Vállalati Mobilitási Megoldás kategóriában az európai szoftverfejlesztők egyik legrangosabb versenyén, az European Software Excellence Awards-on, Berlinben.
Az SAP Hungary Kft. 2012-ben az év leginnovatívabb partnerének, 2013-ban az év minősített közszféra partnerének, 2014-ben pedig középvállalati szektorban a legeredményesebb partnerének járó díjjal jutalmazta a Fornax-ot. 2013-ban pedig az MVM Csoport 20 legfontosabb tagjánál egységes vállalatirányítási rendszert vezettek be – a beruházás kivitelezője fővállalkozóként a Fornax volt az SAP Hungary Kft.-vel szoros együttműködésben. A projekt megfelelt a legmagasabb minőségi követelményeknek, így kiérdemelte a rangos SAP Quality Awards arany fokozatú díját.
A Magyar Telekom Delfin Díj zsűrije 2015-ben ismét elismerő oklevéllel jutalmazta a Fornax-ot. Az elismerés az Országos Környezetvédelmi és Természetvédelmi Főfelügyelőség Nemzeti Hulladékgazdálkodási Igazgatóság (röviden OKTF NHI) megbízásából indított HUNOR projektre vonatkozott, amelyben a Fornax a Hulladékgazdálkodási Alaprendszer szoftver kifejlesztését az Eventus valósította meg. Az Alaprendszer segíti a Nemzeti Hulladékgazdálkodási Igazgatóság napi operatív munkáját és hozzájárul ahhoz, hogy az évente több 10 millió tonna keletkezett hulladékból minél több hasznosított hulladék legyen.

## Eventus termékcsalád elemei
- Eventus Workflow and Workforce Management: munkafolyamat és munkaerő menedzsment keretrendszer. Többek között az alábbi funkciókkal rendelkezik: eszkalációs eljárások, prioritáskezelés, modern kommunikációs csatornák támogatása, automatizált feladatkiosztás, szolgáltatási szint kezelés, térkép/GPS/térinformatikai integráció, okostelefon kliensek, többnyelvű támogatás, csoportos feladat-végrehajtás, műszakok és naptárak kezelése, integrációs lehetőség külső vagy belső informatikai rendszerekkel.
- Eventus Process Management: átláthatóbbá teszik az üzleti alkalmazásokat vezérlő szabályokat és eljárásokat.  A munkafolyamat és döntés menedzsmentet kiszolgáló felhasználóbarát eszközök lefedik a folyamatok teljes életciklusát: modellezés, szimuláció, tesztelés, üzembe állítás, felügyelet és optimalizálás.
- Eventus Diagnostic: a korábbi nevén TSS rendszer a hálózatkezelő és más kiszolgáló rendszerek integrálásával képes jelentősen növelni az azonosított ügyfélproblémákat arányát az első kapcsolatfelvétel során. Automatikusan generált javaslataival minimalizálja a megfelelő műveletek és részlegek kiválasztásánál keletkező téves hozzárendelések számát.
- Eventus Inventory: az Eventus Inventory rendszer egy objektumorientált nyilvántartó rendszer, amelyben az entitásokat a katalógusban meghatározott típusokból származó példányok képviselik. Az elemek kapcsolatait az asszociációk írják le, amelyeket viszont az adott alkalmazásra jellemző metamodell határoz meg. Az adatokhoz való hozzáférést egy összetett engedélyezési rendszer szabályozza, így minden alkalmazáshoz és csatlakoztatott rendszerhez meg lehet határozni, hogy a felhasználók mely adatokhoz férhetnek hozzá, mit módosíthatnak.
- Eventus Rostering: a Fornax Eventus Rostering a legfontosabb munkafolyamat szervező funkciókon felül az egy vagy több műszakos munkavégzés mellett a megszakítás nélküli munkavégzés speciális szabályait és szélsőséges munkarend követelményeit is támogatja. A termék kifejezetten a megszakítás nélküli tevékenységet ellátó munkáltatók igényeit figyelembevéve lett kialakítva, így a rendvédelmi szervek, a mentők, a tűzoltók, a vagyonőrök és a közúti-, légi- és víziforgalom irányítók munkáját is képes kiszolgálni.